# Dime Cuándo Tú
Dime Cuándo Tú es una película de comedia romántica mexicana de 2021 dirigida y escrita por Gerardo Gatica González en su debut como director. Está protagonizada por Héctor Bonilla, Ofelia Reyes Botello y Brett Calo.

## Sinopsis
Luego de que su abuelo falleciera, Will decide continuar con los planes del mayor para descubrir sus raíces en México.

## Elenco
- Héctor Bonilla como Juancho
- Ofelia Reyes Botello
- Brett Calo como Will (voz)
- Manolo Caro
- Verónica Castro como Inés
- Lee Cohen como Beto (voz)
- Gilli Messer como Dani (voz)
- Gabriel Nuncio como Beto
- Ludwika Paleta
- Michael C. Pizzuto como Ramiro (voz)
- Ximena Romo como Dani
- Matthew David Rudd como Javier
- José Carlos Ruiz como Pepe
- José Salof
- Juca Viapri como Gabriel
- Jesús Zavala como Will